# Tugainus dreuxi
Tugainus dreuxi is een rechtvleugelig insect uit de familie krekels (Gryllidae). De wetenschappelijke naam van deze soort is voor het eerst geldig gepubliceerd in 1966 door Chopard.